# چارلز مکلود-رابرتسون
چارلز مکلود-رابرتسون (انگلیسی: Charles Macleod-Robertson; ۷ مهٔ ۱۸۷۰ – ۲ ژوئیهٔ ۱۹۵۱) قایقران، و قایقران قایق بادبانی اهل بریتانیا بود.